# 三级跳远
三級跳遠是田徑運動的項目之一。乔纳森·爱德华兹是目前男子三级跳世界记录保持人，記錄為18.29米（風速為+1.3 m/s）。他曾於1995年阿斯克新城的比賽中跳出18.43米，可惜當時風速為+2.4 m/s超過世界記錄之規定，而不獲計算。

## 歷史
早在公元前200年左右的一場運動會上，就出現了一場以單腳跳而又要起跳三次的跳遠比賽。在瑞士首都蘇黎世中，三級跳遠曾在1465年以及1472年舉行過，並向優勝者頒發獎品。在當時，並沒有一定的比賽規則。
直到了18世紀，三級跳遠於愛爾蘭得到了發展，在19世紀末時，正式的三級跳遠出現，這套規則與當代三級跳遠的規則幾乎一樣，男子三級跳遠於1896年被列入奧運會的田徑項目之一，而女子三級跳項目發展較為緩慢，直到1996年才正式列爲奧運項目之一。
女子三級跳在2021年東京奧運 由委內瑞拉Yulimar Rojas 以15.67公尺刷新世界紀錄 。

## 技巧
三級跳遠主要的技巧有兩種，分別為：單足跳以及跨步跳。
- 單足跳：單足跳是於18世紀時由愛爾蘭人創立，是三級跳遠的起源，這種的跳遠方式需要一段較長的時期，後來，德國出現了以交換腿的跳躍方法。

- 跨步跳：跨步跳最初被視為單足跳以及跳躍之間的動作，在1924年，一位澳大利亚人發展為沒有停頓的連續動作。

## 著名運動員

Phillips Idowu在
2008年夏季奥林匹克运动会的三級跳遠

- 薩涅耶夫（英语：Viktor Danilovich Saneyev）（蘇聯）
- 乔纳森·爱德华兹（英國）
- 尤利玛尔·罗哈斯（委内瑞拉）